# シシリアンヌ
シシリアンヌ （Chichilianne）は、フランス、オーヴェルニュ＝ローヌ＝アルプ地域圏、イゼール県のコミューン。

## 地理

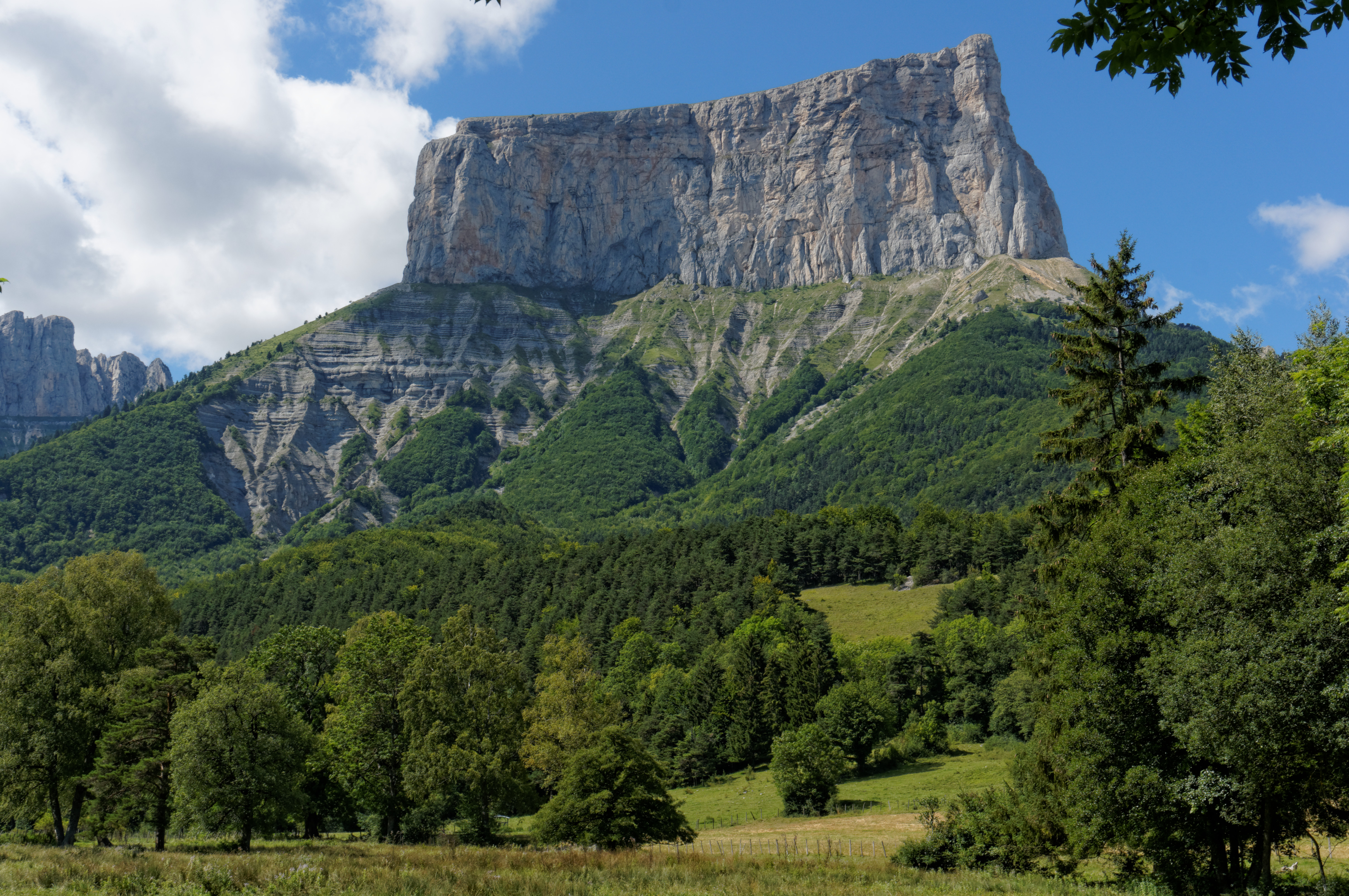
リュティエール集落から眺めたエギュイユ山

シシリアンヌは、グルノーブルの南約60kmに位置する、トリエーヴ地方の小さなコミューンである。この山村は、エギュイユ山（ドーフィネの七不思議の1つ）のふもとに位置している。西はヴェルコール地方、東側はトリエーヴ高原、南側はディオワ地方である。都市化は主に自治体面積の平地の上、平均標高1000mの様々な集落で行われている。しかしながら、標高は、谷底にあるのかヴェルコールの高原地帯にあるのかによって大きく異なってくる。
シシリアンヌはグルノーブル都市地域の一部である。その面積はヴェルコール地域圏自然公園の一部である。フランス最大の自然保護区ヴェルコール高原は、ほとんどがこのコミューン内にある。

## 歴史
地名の由来はおそらく、ローマ人の姓Cicilianusに由来する。最初のローマ人のヴィッラの1つの所有者であっただろう人物である。

## 経済
トリエーヴ地方、そしてシシリアンヌでも、ヤギの飼育が1860年から1914年までの間に非常に発展した。工芸やグルノーブルの手袋製造業のための革の需要に従ってである。この突出したヤギの飼育は、ヤギの乳から大量のチーズを生産し、販売することを可能にした。

## 人口統計
2015年時点のコミューンの人口は284人で、2010年時点の人口と比較して3.65%増であった。
| 1962年 | 1968年 | 1975年 | 1982年 | 1990年 | 1999年 | 2005年 | 2015年 |
| ------ | ------ | ------ | ------ | ------ | ------ | ------ | ------ |
| 167    | 170    | 130    | 159    | 158    | 207    | 263    | 284    |

参照元:1962年から1999年までは複数コミューンに住所登録をする者の重複分を除いたもの。それ以降は当該コミューンの人口統計によるもの。1999年までEHESS/Cassini、2006年以降INSEE。

## ギャラリー

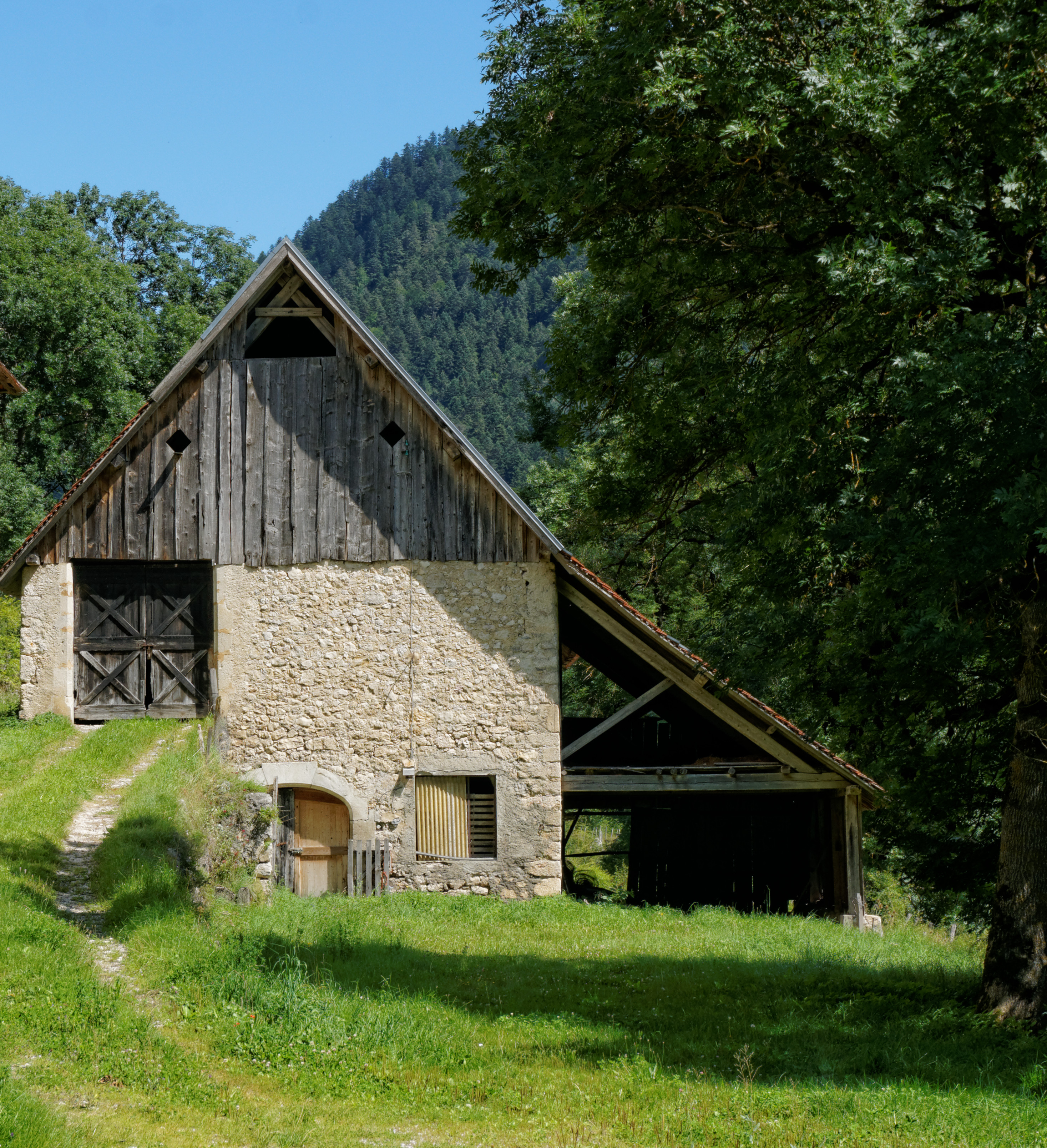
リュティエール集落の穀物倉
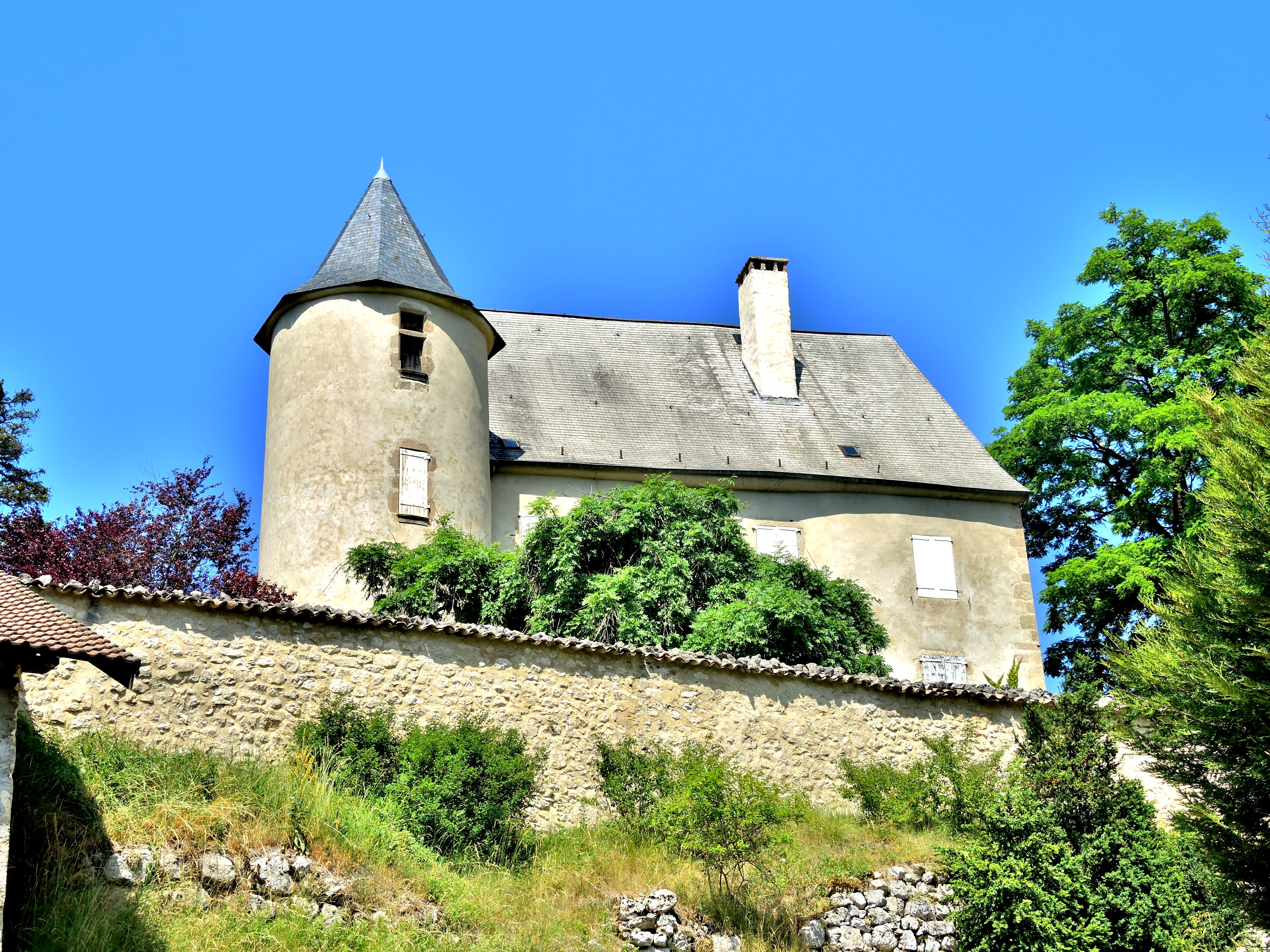
シャトー
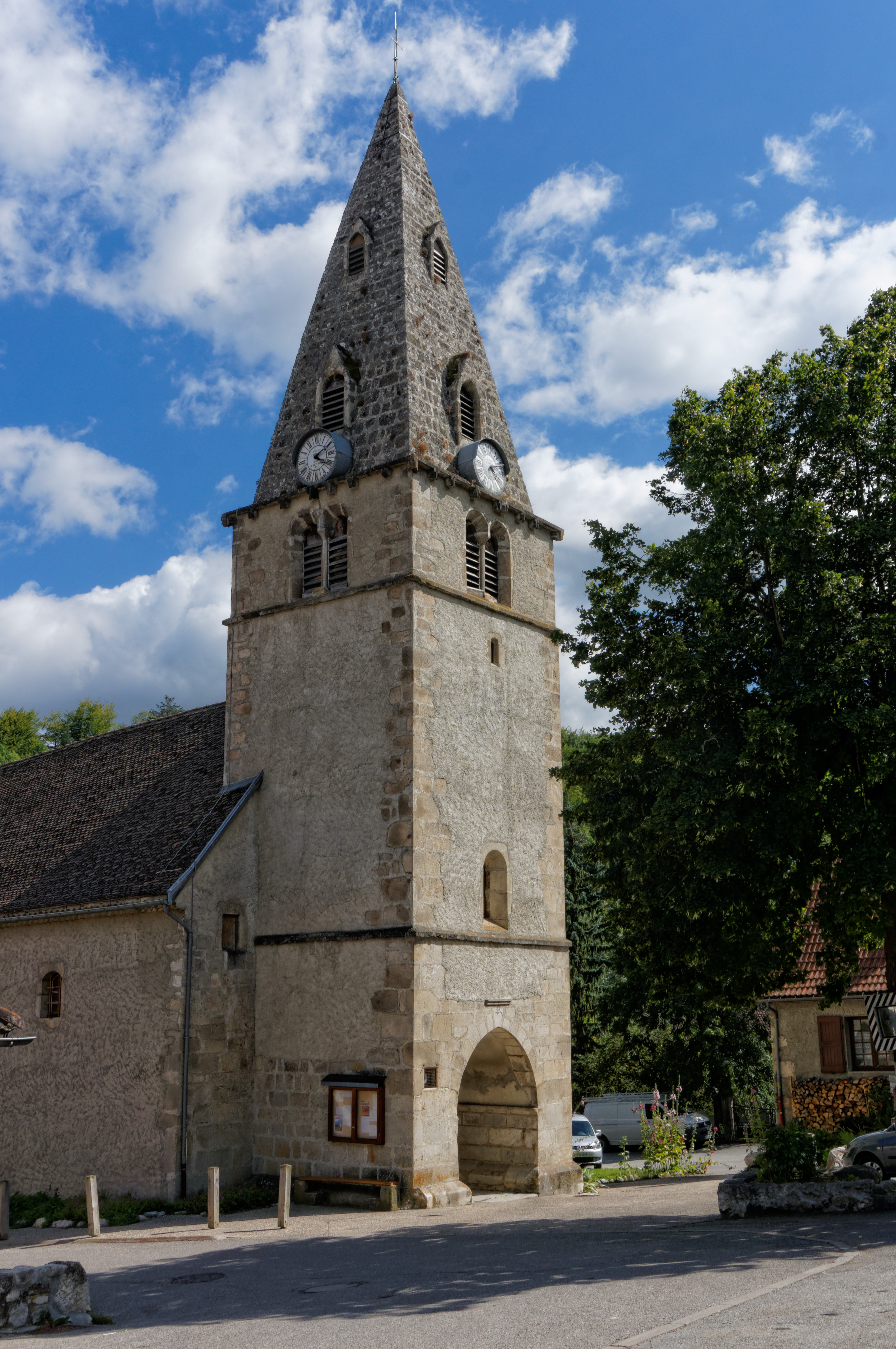
教会
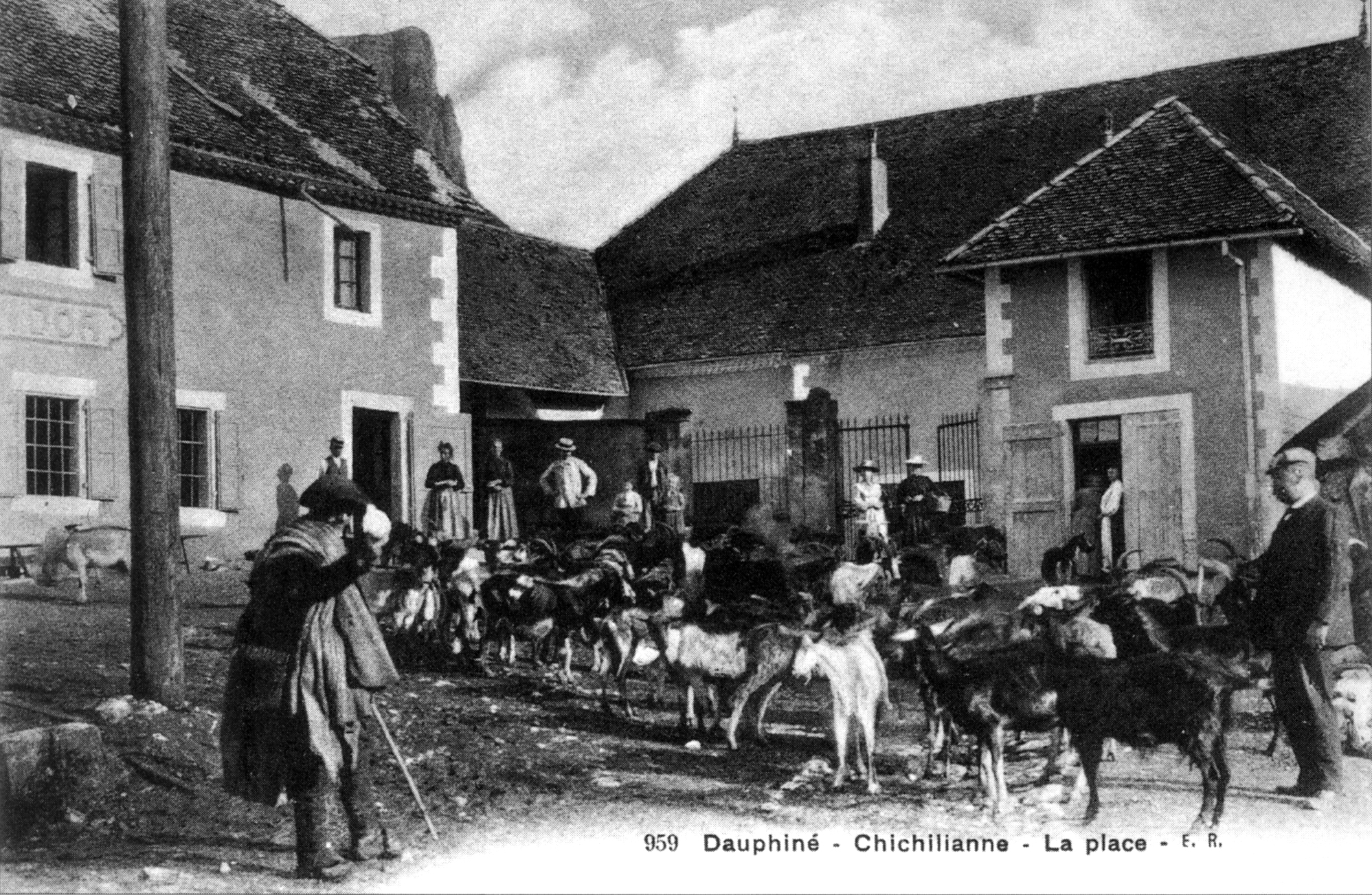
牧草地からシシリアンヌの広場に戻ってきたヤギの群れ。1900年代から1920年代